# Police nad Metují
Police nad Metují är en stad i Tjeckien.   Den ligger i distriktet Okres Náchod och regionen Hradec Králové, i den nordöstra delen av landet, 140 km öster om huvudstaden Prag. Police nad Metují ligger 439 meter över havet och antalet invånare är 4 316.
Terrängen runt Police nad Metují är huvudsakligen kuperad, men den allra närmaste omgivningen är platt. Runt Police nad Metují är det ganska tätbefolkat, med 149 invånare per kvadratkilometer. Närmaste större samhälle är Náchod, 14,2 km söder om Police nad Metují. Omgivningarna runt Police nad Metují är en mosaik av jordbruksmark och naturlig växtlighet.